# Campionat d'Europa d'atletisme de 1950
El Campionat d'Europa d'atletisme de 1950 fou la quarta edició del Campionat d'Europa d'atletisme organitzat sota la supervisió de l'Associació Europea d'Atletisme. La competició es dugué a terme entre els dies 23 i 27 d'agost de 1950 a l'Estadi de Heysel de Brussel·les (Bèlgica).

## Participació
Segons un recompte no oficial, 454 atletes de 21 països van participar en la competició. En el recompte oficial apareixen aquests 454 atletes, però els distribueix en 24 equips nacionals.
| - Àustria (11) - Bèlgica (48) - Dinamarca (10) - Espanya (2) - Finlàndia (20) - França (56) | - Grècia (12) - Islàndia (10) - Itàlia (33) - Iugoslàvia (39) - Luxemburg (5) | - Noruega (17) - Països Baixos (21) - Polònia (3) - Portugal (3) - Regne Unit (48) | - Suècia (38) - Suïssa (19) - Turquia (10) - Txecoslovàquia (15) - Unió Soviètica (34) |

## Medallistes

### Categoria masculina
| Event                  | Or                                                                                   | Or         | Plata                                                                     | Plata    | Bronze                                                                  | Bronze   |
| 100 metres             | Étienne Bally (FRA)                                                                  | 10.7       | Franco Leccese (ITA)                                                      | 10.7     | Vladimir Sukharev (URS)                                                 | 10.7     |
| 200 metres             | Brian Shenton (GBR)                                                                  | 21.5       | Étienne Bally (FRA)                                                       | 21.8     | Jan Lammers (NED)                                                       | 22.1     |
| 400 metres             | Derek Pugh (GBR)                                                                     | 47.3 CR    | Jacques Lunis (FRA)                                                       | 47.6     | Lars Wolfbrandt (SWE)                                                   | 47.9     |
| 800 metres             | John Parlett (GBR)                                                                   | 1:50.5 CR  | Marcel Hansenne (FRA)                                                     | 1:50.7   | Roger Bannister (GBR)                                                   | 1:50.7   |
| 1.500 metres           | Wim Slijkhuis (NED)                                                                  | 3:47.2 CR  | Patrick El Mabrouk (FRA)                                                  | 3:47.8   | Bill Nankeville (GBR)                                                   | 3:48.0   |
| 5.000 metres           | Emil Zátopek (CSK)                                                                   | 14:03.0 CR | Alain Mimoun (FRA)                                                        | 14:26.0  | Gaston Reiff (BEL)                                                      | 14:26.2  |
| 10.000 metres          | Emil Zátopek (CSK)                                                                   | 29:12.0 CR | Alain Mimoun (FRA)                                                        | 30:21.0  | Väinö Koskela (FIN)                                                     | 30:30.8  |
| Marató                 | Jack Holden (GBR)                                                                    | 2: 32:13   | Veikko Karvonen (FIN)                                                     | 2: 32:45 | Fedosiy Vanin (URS)                                                     | 2: 33:47 |
| 110 m tanques          | André-Jacques Marie (FRA)                                                            | 14.6       | Ragnar Lundberg (SWE)                                                     | 14.7     | Peter Hildreth (GBR)                                                    | 15.0     |
| 400 m tanques          | Armando Filiput (ITA)                                                                | 51.9 CR    | Yuriy Lituyev (URS)                                                       | 52.4     | Harry Whittle (GBR)                                                     | 52.7     |
| 3000 m obstacles       | Jindřich Roudný (CSK)                                                                | 9:05.4     | Petar Šegedin (YUG)                                                       | 9:07.4   | Erik Blomster (FIN)                                                     | 9:08.8   |
| 10 km marxa            | Fritz Schwab (SUI)                                                                   | 46:01.8 CR | Emile Maggi (FRA)                                                         | 46:16.8  | John Mikaelsson (SWE)                                                   | 46:48.2  |
| 50 km marxa            | Pino Dordoni (ITA)                                                                   | 4:40:43    | John Ljunggren (SWE)                                                      | 4:43:25  | Verner Ljunggren (SWE)                                                  | 4:49:28  |
| relleus 4×100 m        | Unió SovièticaVladimir Sukharev · Levan Kalyayev · Levan Sanadze · Nikolay Karakulov | 41.5       | FrançaÉtienne Bally · Jacques Perlot · Yves Camus · Jean-Pierre Guillon   | 41.8     | SuèciaGöte Kjellberg · Leif Christersson · Stig Danielsson · Hans Rydén | 41.9     |
| relleus 4×400 m        | Regne UnitMartin Pike · Les Lewis · Angus Scott · Derek Pugh                         | 3:10.2 CR  | ItàliaBaldasare Porto · Armando Filiput · Luigi Paterlini · Antonio Siddi | 3:11.0   | SuèciaGösta Brännström · Tage Ekfeldt · Rune Larsson · Lars Wolfbrandt  | 3:11.6   |
| Salt d'alçada          | Alan Paterson (GBR)                                                                  | 1.96       | Arne Åhman (SWE)                                                          | 1.93     | Claude Bénard (FRA)                                                     | 1.93     |
| Salt de llargada       | Torfi Bryngeirsson (ISL)                                                             | 7.32       | Gerard Wessels (NED)                                                      | 7.22     | Jaroslav Fikejz (CSK)                                                   | 7.20     |
| Salt amb perxa         | Ragnar Lundberg (SWE)                                                                | 4.30 CR    | Valto Olenius (FIN)                                                       | 4.25     | Juho Piironen (FIN)                                                     | 4.25     |
| Triple salt            | Leonid Shcherbakov (URS)                                                             | 15.39 CR   | Valdemar Rautio (FIN)                                                     | 14.96    | Ruhi Sarıalp (TUR)                                                      | 14.53    |
| Llançament de pes      | Gunnar Huseby (ISL)                                                                  | 16.74 CR   | Angiolo Profeti (ITA)                                                     | 15.16    | Oto Grigalka (URS)                                                      | 15.14    |
| Llançament de disc     | Adolfo Consolini (ITA)                                                               | 53.75 CR   | Giuseppe Tosi (ITA)                                                       | 52.31    | Olli Partanen (FIN)                                                     | 48.69    |
| Llançament de javelina | Toivo Hyytiäinen (FIN)                                                               | 71.26      | Per-Arne Berglund (SWE)                                                   | 70.06    | Ragnar Ericzon (SWE)                                                    | 69.82    |
| Llançament de martell  | Sverre Strandli (NOR)                                                                | 55.71      | Teseo Taddia (ITA)                                                        | 54.73    | Jirí Dadák (CSK)                                                        | 53.64    |
| Decatló                | Ignace Heinrich (FRA)                                                                | 7364       | Örn Clausen (ISL)                                                         | 7297     | Kjell Tånnander (SWE)                                                   | 7175     |

### Categoria femenina
| Event                  | Or                                                                  | Or       | Plata                                                                                 | Plata | Bronze                                                                                 | Bronze |
| 100 m                  | Fanny Blankers-Koen (NED)                                           | 11.7 CR  | Yevgeniya Sechenova (URS)                                                             | 12.3  | June Foulds (GBR)                                                                      | 12.4   |
| 200 metres             | Fanny Blankers-Koen (NED)                                           | 24.0     | Yevgeniya Sechenova (URS)                                                             | 24.8  | Dorothy Hall (GBR)                                                                     | 25.0   |
| 80 m tanques           | Fanny Blankers-Koen (NED)                                           | 11.1 CR  | Maureen Gardner (GBR)                                                                 | 11.6  | Micheline Ostermeyer (FRA)                                                             | 11.7   |
| relleus 4×100 m        | Regne UnitElspeth Hay · Jean Desforges · Dorothy Hall · June Foulds | 47.4     | Països BaixosXenia Stad-de Jong · Bertha Brouwer · Gré de Jongh · Fanny Blankers-Koen | 47.4  | Unió SovièticaYelena Gokieli · Sofia Malschina · Sonya Duchovich · Yevgeniya Sechenova | 47.5   |
| Salt d'alçada          | Sheila Lerwill (GBR)                                                | 1.63     | Dorothy Tyler-Odam (GBR)                                                              | 1.63  | Galina Ganeker (URS)                                                                   | 1.63   |
| Salt de llargada       | Valentina Bogdanova (URS)                                           | 5.82     | Wilhelmine Lust (NED)                                                                 | 5.63  | Maire Osterdahl (FIN)                                                                  | 5.57   |
| Llançament de pes      | Anna Andreyeva (URS)                                                | 14.32 CR | Klavdiya Tochenova (URS)                                                              | 13.92 | Micheline Ostermeyer (FRA)                                                             | 13.37  |
| Llançament de disc     | Nina Dumbadze (URS)                                                 | 48.03 CR | Rimma Shumskaya (URS)                                                                 | 42.25 | Edera Cordiale (ITA)                                                                   | 41.57  |
| Llançament de javelina | Natalya Smirnitskaya (URS)                                          | 47.55 CR | Herma Bauma (AUT)                                                                     | 43.87 | Galina Zybina (URS)                                                                    | 42.75  |
| Pentatló               | Arlette Ben Hamo (FRA)                                              | 3204     | Bertha Crowther (GBR)                                                                 | 3048  | Olga Modrachová (CSK)                                                                  | 3026   |

## Medaller
| Posició | País           | Or | Plata | Bronze | Total |
| 1       | Regne Unit     | 8  | 3     | 6      | 17    |
| 2       | Unió Soviètica | 6  | 5     | 5      | 16    |
| 3       | França         | 4  | 8     | 3      | 15    |
| 4       | Països Baixos  | 4  | 3     | 2      | 9     |
| 5       | Itàlia         | 3  | 5     | 1      | 9     |
| 6       | Txecoslovàquia | 3  | 0     | 3      | 6     |
| 7       | Islàndia       | 2  | 1     | 0      | 3     |
| 8       | Suècia         | 1  | 4     | 7      | 12    |
| 9       | Finlàndia      | 1  | 3     | 5      | 9     |
| 10      | Noruega        | 1  | 0     | 0      | 1     |
| 10      | Suïssa         | 1  | 0     | 0      | 1     |
| 12      | Àustria        | 0  | 1     | 0      | 1     |
| 12      | Iugoslàvia     | 0  | 1     | 0      | 1     |
| 14      | Bèlgica        | 0  | 0     | 1      | 1     |
| 14      | Turquia        | 0  | 0     | 1      | 1     |